# Helmut Kuhn (Journalist)
Helmut Kuhn (* 1962 in München) ist ein deutscher Journalist und Autor. 

## Leben
Der Sohn des gleichnamigen Chirurgen studierte Geschichte und Publizistik an der Freien Universität Berlin und an der Sorbonne in Paris. Er kam über ein Stipendium der Carl-Duisberg-Gesellschaft nach New York City zur deutsch-jüdischen Zeitschrift Aufbau. Dort absolvierte er ein Redaktionsvolontariat. Anschließend war er Nachrichten- und Sportredakteur bei der New Yorker Staats-Zeitung. In dieser Zeit entstand sein erstes Buch Fußball in den USA. Ab 1992 war er freier Journalist in New York und schrieb für die Süddeutsche Zeitung, Die Zeit und die Neue Zürcher Zeitung, Frankfurter Allgemeine Zeitung (im Sport) und Stern sowie die Männermagazine Playboy und Penthouse. Er lebt in Berlin, arbeitet als freier Journalist und unterrichtet an der Fachhochschule Kufstein. Er schreibt regelmäßig für die Berliner Wochenzeitung Jüdische Allgemeine. Reportagen von ihm erscheinen auch in der Zeitschrift mare.

## Bücher
- Fußball in den USA. [Mit einem Geleitwort von Franz Beckenbauer und Gerd Müller.] Bremen: Edition Temmen 1994.
- Nordstern. Roman. Marebuch, Hamburg 2002, ISBN 3-936384-75-4. (Der Roman verarbeitet den ungeklärten Tod seines Vaters während einer Atlantiküberquerung auf einem Segelschiff.)
- Regen im 5/4 Takt. Erzählungen. Satyr, Berlin 2006, ISBN 3-938625-24-4.
- Arm, reich – und dazwischen nichts? Streifzüge durch eine veränderte Gesellschaft. Lübbe, Bergisch Gladbach 2007, ISBN 978-3-7857-2311-1.
- mit Murat Kurnaz: Fünf Jahre meines Lebens. Ein Bericht aus Guantanamo. Rowohlt, Berlin 2007, ISBN 978-3-87134-589-0.
- mit Cem Gülay: Türken-Sam. Eine deutsche Gangsterkarriere, Deutscher Taschenbuch Verlag, München 2009, ISBN 978-3-423-24767-2.
- mit Cem Gülay: Kein Döner-Land. Kurze Interviews mit fiesen Migranten, Deutscher Taschenbuch Verlag, München 2012, ISBN 978-3-423-24952-2.
- Gehwegschäden. Roman. Frankfurter Verlagsanstalt, Frankfurt am Main 2012, ISBN 978-3-627-00180-3.
- mit Igal Avidan: Mod Helmy. Wie ein arabischer Arzt in Berlin Juden vor der Gestapo rettete. dtv, München 2017, ISBN 978-3-423-28146-1.
- mit Philipp Peyman Engel: Deutsche Lebenslügen: Der Antisemitismus, wieder und immer noch. dtv, 2024, ISBN 978-3-423-44456-9.